# FV 1900/02 Frankenthal
FV 1900/02 Frankenthal was een Duitse voetbalclub uit Frankenthal, Rijnland-Palts.

## Geschiedenis
De club werd in 1900 opgericht als VfB Frankenthal. Na een fusie met FC Palatia 1902 werd de naam FV 1900/02 aangenomen. De club was aangesloten bij de Zuid-Duitse voetbalbond en speelde voor het eerst in 1919 in de hoogste klasse van de Paltse competitie. Na twee seizoenen ging deze op in de Rijncompetitie. Deze bestond in het eerste seizoen uit twee reeksen en werd na één jaar gehalveerd. Frankenthal overleefde de eerste schifting, maar ook het volgende jaar werden de twee overgebleven reeksen gehalveerd en de club slaagde er nu niet in om in de top vier te eindigen en degradeerde. 
In 1937 fuseerde de club met FV Kickers 1914 tot VfR Frankenthal. 